# Peter Munk (Unternehmer)
Peter Munk (* 8. November 1927 in Budapest; † 28. März 2018 in Toronto) war ein kanadischer Unternehmer, Investor und Mäzen ungarisch-jüdischer Herkunft.

## Leben

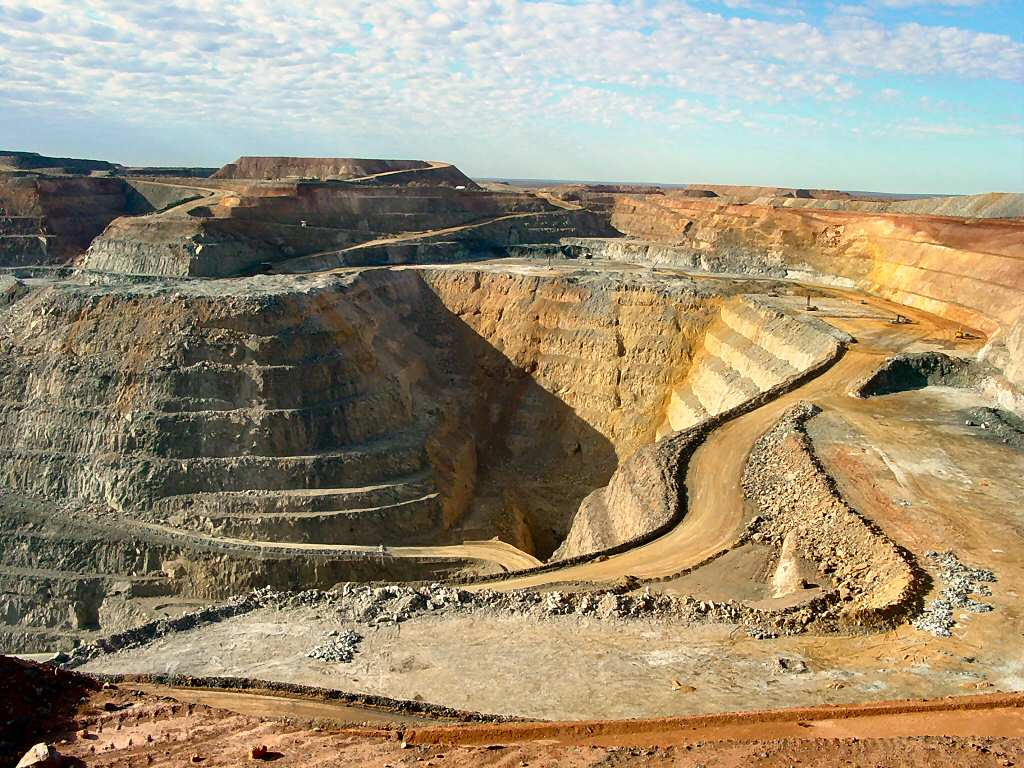
Super Pit Mine in Australien im Besitz von Barrick Gold, 2006

Geboren und aufgewachsen in einer vermögenden Budapester Familie, seine Mutter war Katharina Adler, sein Vater Lajos „Louis“ Munk Nachkomme ungarischer Rabbiner, Universitätsprofessoren und Schokoladenhersteller. Munk entkam am 30. Juni 1944 mit dem „Kastnerzug“ aus dem von Nazis besetzten Ungarn in die Schweiz. Einzig seine Mutter konnte nicht fliehen, wurde in das KZ Auschwitz eingeliefert, überlebte, aber starb später durch Selbstmord. Munk zog weiter und schrieb sich mit einem Studenten-Visum an der Universität von Toronto ein. Dort erreichte er einen Abschluss in Elektrotechnik. 1958 gründete er zusammen mit David Gilmour die Unterhaltungselektronikfirma „Clairtone“. Nach anfänglichen Erfolgen wurde die Firma 1970 von der Regierung von Nova Scotia übernommen und bekam ein neues Management. 1956 heiratete Munk Linda Joy Gutterson. Mit ihr hatte er drei Kinder. Die Ehe wurde 1970 geschieden. 1973 heiratete er Melanie Jane Bosanquet. Sie schenkte ihm zwei weitere Kinder. 
Von 1970 bis 1980 waren Munk und Gilmour in der weltweiten Immobilienwirtschaft tätig. So entwickelten sie Feriendestinationen auf den Fidji-Inseln, Ägypten und Montenegro. In den 1980er Jahren  gründete Munk zunächst „Barrick Petroleum“. Aus einer Zusammenarbeit mit Glencore entstand nach und nach Barrick Gold, 2020 das größte Goldbergbauunternehmen der Welt. 
Munk zog sich 2016 aus dem Tagesgeschäft der Mine zurück und starb 2018 im Alter von 90 Jahren in Toronto.

## Auszeichnungen
Munk erhielt Ehrungen, Ehrendoktorate und Auszeichnungen, darunter den zweithöchsten Orden von Ungarn und die höchste zivile Auszeichnung von Kanada. 

## Munk School of Global Affairs and Public Policy

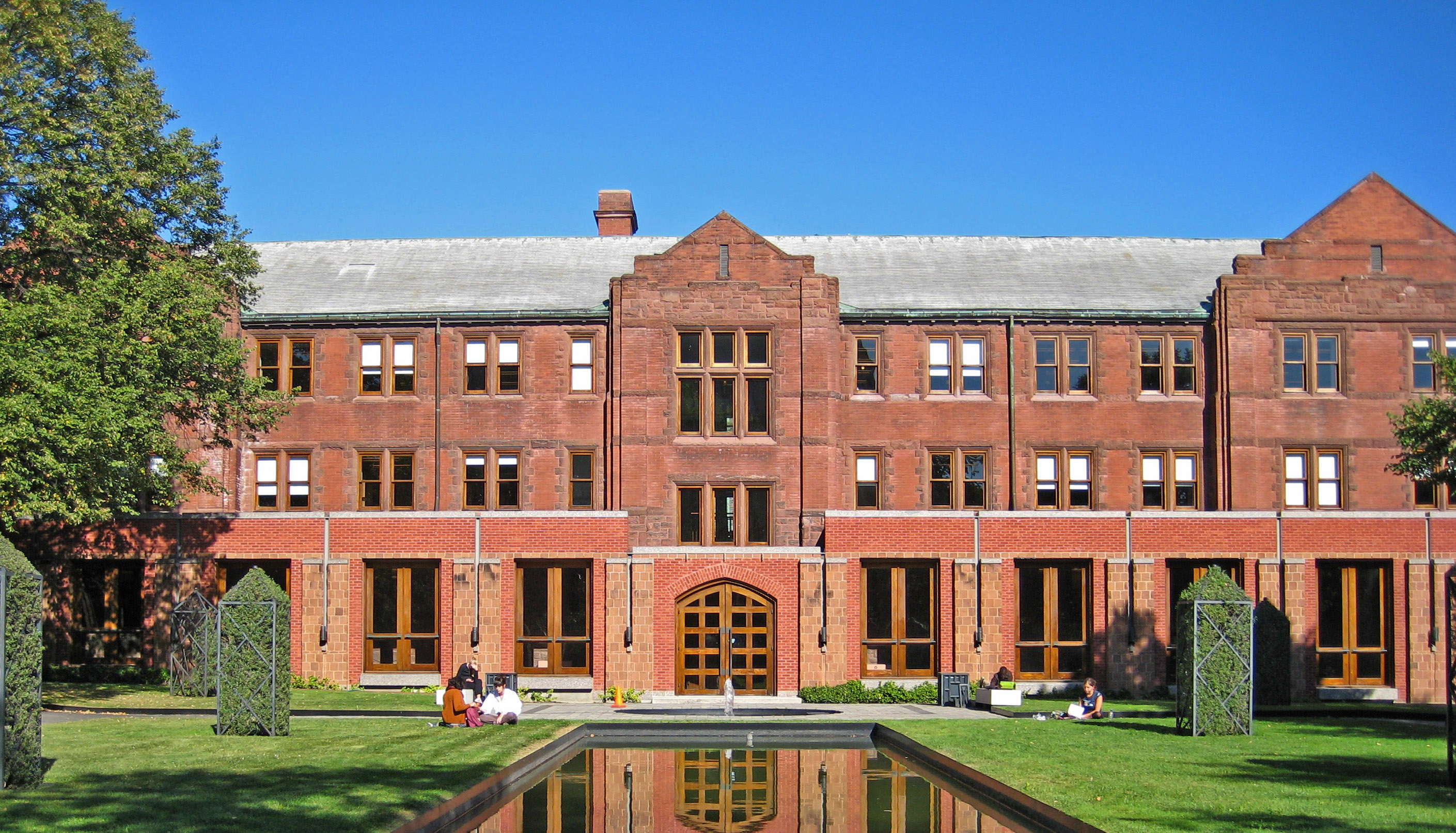
Devonshire House, Munk Centre for International Studies

2000 wurde das Munk Centre for International Studies gegründet, finanziert durch eine Stiftung von Peter Munk. 
Das interdisziplinäre Studienzentrum befindet sich in dem historischen Devonshire House, ehemals Sitz des Trinity Colleg der Universität Toronto. 2012 wurde eine zweite Dependance eröffnet, finanziert durch die Peter und Melanie Munk Foundation, die kanadische Regierung und die Regierung von Ontario.
Im April 2018 fusionierte die Munk School of Global Affairs mit der School of Public Policy and Governance der Universität Toronto und nannte sich ab diesem Zeitpunkt Munk School of Global Affairs and Public Policy.
Das Institut ist Basis des Citizen Lab, einer interdisziplinären Forschungseinrichtung zu Entwicklung, Strategien und gesetzlichen Grundlagen von Informations- und Kommunikationstechnologien, zu Menschenrechten und Globaler Sicherheit.